# スペル・パルカ
スペル・パルカ（Super Parka、1956年5月24日 - ）は、メキシコの覆面レスラー。
実子はボラドール・ジュニア、ラ・パルカは甥。

## 来歴
1976年5月24日にデビュー。1990年9月からボラドールを名乗りマスクマンに転身。1992年からAAAを転戦。1995年7月14日にミステリオッソにコントラマッチで敗れ素顔になる。1997年3月には現在のマスクマンのスペル・パルカになる。この頃からIWRGを拠点としその後インディを転戦。
日本には2000年8月に全日本プロレス、2002年11月17日にはファンタジーファイトWRESTLE-1に参戦経験がある。

## 得意技
- ラ・ケブラーダ[1]
- ハリケーン・ラナ[1]
- プランチャ・スイシーダ[1]

## タイトル歴
- メキシコナショナルタッグ王座 :3回（w/ アンヘル・アステカ、ミステリオッソX2）[5]
- IWRGヘビー級王座
- WWA世界ジュニアライトヘビー級王座 :2回[6]

## 註
1. 1 2 3 4 5 6 7 8 9 10 11 12 13 14 15 16 17  “Wrestlingdata.com - The World's Largest Wrestling Database”.   Wrestlingdata.com. 2013年7月27日閲覧。
2. ↑  “Wrestlingdata.com - The World's Largest Wrestling Database”.   Wrestlingdata.com. 2013年7月27日閲覧。
3. ↑  “Wrestlingdata.com - The World's Largest Wrestling Database”.   Wrestlingdata.com. 2013年7月27日閲覧。
4. ↑  “Wrestlingdata.com - The World's Largest Wrestling Database”.   Wrestlingdata.com. 2013年7月27日閲覧。
5. ↑  “Comision de Box y Lucha Libre Mexico D.F. National Tag Team Title”.   Wrestling-titles.com. 2013年7月27日閲覧。
6. ↑  “World Wrestling Association World Junior Light Heavyweight Title”.   Wrestling-titles.com. 2013年7月27日閲覧。